# The Winner Takes It All
The Winner Takes It All é uma música gravada pelo grupo ABBA. Foi lançado como o primeiro single do álbum Super Trouper em 21 de julho de 1980.

## História
The Winner Takes it All conta uma separação dolorosa onde o "vencedor leva tudo". O vocal fica com Agnetha Fältskog. Em uma de suas entrevistas, Björn Ulvaeus revelou abertamente que a letra foi inspirada na sua separação com Agnetha que havia ocorrido no natal em 1978. Ele revelou também que a música foi escrita em uma hora com uma garrafa de uísque em cima da mesa. Mesmo o single sendo o de número dois, foi o carro chefe do então álbum Super Trouper que foi lançado em 1980. Por causa da música, houve grande expectativa do lançamento do disco se tornando um dos mais esperados da banda e do ano. Foram vendidas cerca de dois milhões de cópias na pré-venda. A música alavancou a venda do álbum e conseguiu grande promoção.

## Videoclipe
Um videoclipe para promover a música foi filmado em julho de 1980 em Marstrand, uma ilha na costa oeste da Suécia. Foi dirigido por Lasse Hallström. O clipe mostra uma mulher abandonada e solitária, interpretada por Agnetha.

## Recepção
"The Winner Takes It All" foi um grande sucesso para o ABBA, alcançando o 1º lugar na Bélgica, Irlanda, Holanda, África do Sul e Reino Unido. Chegou ao Top 5 na Áustria, Finlândia, França, Alemanha Ocidental, Noruega, Suécia, Suíça e Zimbábue, enquanto alcançou o Top 10 na Austrália, Canadá, Itália, Espanha e Estados Unidos (onde se tornou o quarto e último hit do grupo a ficar entre o Top 10 das paradas musicais, alcançando o 8º lugar; a música passou 26 semanas na Billboard Hot 100, mais do que qualquer outro single do ABBA).
A faixa foi listada como o 23º single mais popular no chart de fim de ano da Billboard dos EUA em 1981.
Em uma pesquisa de 1999 para o Channel 5, "The Winner Takes It All" foi eleita a música favorita do ABBA na Grã-Bretanha. Esse feito foi replicado em uma pesquisa de 2010 da ITV. Em 2006, uma pesquisa para um programa do Channel Five, elegeu "The Winner Takes It All" a "Canção Favorita da Grã-Bretanha".

### Presença em "Coração Alado Internacional" 1980
No Brasil a canção foi amplamente tocada nas rádios e integrou a trilha sonora internacional da telenovela, Coração Alado, exibida entre 1980/1981 pela Rede Globo. Na trama de Janete Clair a canção foi tema dos protagonistas Juca (Tarcísio Meira) e Vivian (Vera Fischer).

## Desempenho nas paradas musicais

### Paradas
| Paradas Musicais (1980–81)                     | Melhor posição |
| ---------------------------------------------- | -------------- |
| Austrália (ARIA)                               | 7              |
| Áustria (Ö3 Austria Top 75)                    | 3              |
| Bélgica (Ultratop 50 de Flandres)              | 1              |
| Canadian Singles Chart                         | 10             |
| Países Baixos (Dutch Top 40)                   | 1              |
| Países Baixos (Single Top 100)                 | 1              |
| Finlândia (Suomen virallinen lista)            | 2              |
| França (SNEP)                                  | 5              |
| O campo songid é OBRIGATÓRIO PARA PARADA ALEMÃ | 4              |
| Irlanda (IRMA)                                 | 1              |
| Itália (FIMI)                                  | 7              |
| Japanese Singles Chart                         | 33             |
| Nova Zelândia (Recorded Music NZ)              | 16             |
| Noruega (VG-lista)                             | 3              |
| South African Singles Chart                    | 1              |
| Espanha (PROMUSICAE)                           | 10             |
| Suécia (Sverigetopplistan)                     | 2              |
| Suíça (Schweizer Hitparade)                    | 3              |
| Reino Unido (UK Singles Chart)                 | 1              |
| Estados Unidos (Billboard Hot 100)             | 8              |
| Estados Unidos (Billboard Adult Contemporary)  | 1              |
| US Cashbox Top 100 Singles                     | 11             |
| Zimbabwean Singles Chart                       | 4              |

### Certificações
| País              | Certificação |
| ----------------- | ------------ |
| Pro-Música Brasil | Ouro         |
| NVPI              | Ouro         |
| BPI               | Platina      |

## Outras versões
- A música é destaque no episódio "Winner" da quarta temporada de Better Call Saul; é apresentada por Bob Odenkirk e Michael McKean como Jimmy McGill e Chuck McGill, respectivamente.[25]
- A música é apresentada como um número no musical Mamma Mia!. Na adaptação cinematográfica, é interpretada por Meryl Streep como Donna Sheridan.
- Cher gravou a música para seu álbum de 2018, Dancing Queen, inspirado em Mamma Mia: Lá Vamos Nós de Novo!, no qual ela estrelou.[26]
- Beverley Craven gravou a música para seu álbum de 1993, Love Scenes.[27][28]
- Susan Boyle gravou a música de seu álbum de 2012, Standing Ovation: The Greatest Songs from the Stage.
- At Vance gravou a música para seu álbum de 2001, Dragonchaser.
- A música é interpretada no final da série de TV Glee por Jane Lynch e Matthew Morrison como Sue Sylvester e Will Schuester, respectivamente.